# Georges de la Falaise
báró Louis Verrant Gabriel „Georges” Le Bailly de la Falaise (Vendée, Luçon, 1866. március 24. – Párizs, 1910. április 8.) olimpiai bajnok francia vívó.
A második nyári olimpián, az 1900. évi nyári olimpiai játékokon, Párizsban indult vívásban, három versenyszámban: párbajtőrvívásban 4. lett. Ez csak amatőröknek volt kiírva. Párbajtőrvívásban, amin indulhattak amatőrök és mesterek, szintén 4. lett. Kardvívásban olimpiai bajnoki címet szerzett.
Legközelebb csak 1906. évi nyári olimpiai játékokon, Athénban indult, amit később nem hivatalos olimpiává nyilvánított a Nemzetközi Olimpiai Bizottság. Ezen az olimpián is három számban indult: párbajtőrvívásban aranyérmes lett, csapat párbajtőrvívásban, szintén aranyérmes lett, és kardvívásban 4. helyen végzett.
Utoljára az 1908. évi nyári olimpiai játékokon, Londonban vett részt olimpián. Ekkor két versenyszámban indult: egyéni és csapat kardvívásban. Érmet nem szerzett.